# You Don't Know (Milow)
You Don't Know is een nummer van de Belgische zanger Milow uit 2006. Het is de eerste single van zijn debuutalbum The Bigger Picture.
Het nummer werd goed onthaald in West-Europa. Met top 10-noteringen in België, Nederland en Zwitserland. You Don't Know stond 42 weken lang in de Ultratop 50, waarmee het naast zijn belangrijkste doorbraakhit, ook een van de beste verkopende Belgische singles aller tijden is.
Milow won in 2008 met het nummer twee MIA's in de categorieën Beste videoclip en Hit van het jaar, waarmee hij naast de trofee voor Beste doorbraak, de meeste awards naar huis nam.

## NPO Radio 2 Top 2000
| Nummer met noteringen in de NPO Radio 2 Top 2000 | '09 | '10  | '11  | '12  | '13  | '14-'19 | '20  |
| ------------------------------------------------ | --- | ---- | ---- | ---- | ---- | ------- | ---- |
| You Don't Know                                   | 574 | 1245 | 1471 | 1367 | 1895 | -       | 1501 |

1. ↑  Een '-' betekent dat het nummer niet was genoteerd en een vetgedrukt getal geeft de hoogste notering aan.
2. ↑  2009 was het eerste jaar met een notering voor dit nummer.
3. ↑  Deze tabel is bijgewerkt tot en met de laatste editie (2024).